# Taeniolinum panamicum
Taeniolinum panamicum är en mångfotingart som beskrevs av Chamberlin 1940. Taeniolinum panamicum ingår i släktet Taeniolinum och familjen Ballophilidae.
Artens utbredningsområde är Panama. Inga underarter finns listade i Catalogue of Life.